# Немченко Олександр Дмитрович
Олександр Дмитрович Немченко (* 12 листопада 1953, Рівне — 2 листопада 2020, Вінниця) — український актор кіно і драми. Заслужений артист УРСР (1986).

## Життєпис
Народився в місті Рівне 12 листопада 1953 року в родині Дмитра Немченка, керівника театрального оркестру, і Валентини Немченко, актриси Рівненського обласного театру. В 1963 році родина переїхала до Вінниці, де батьки отримали роботу в облмуздрамтеатрі ім. М. К. Садовського.

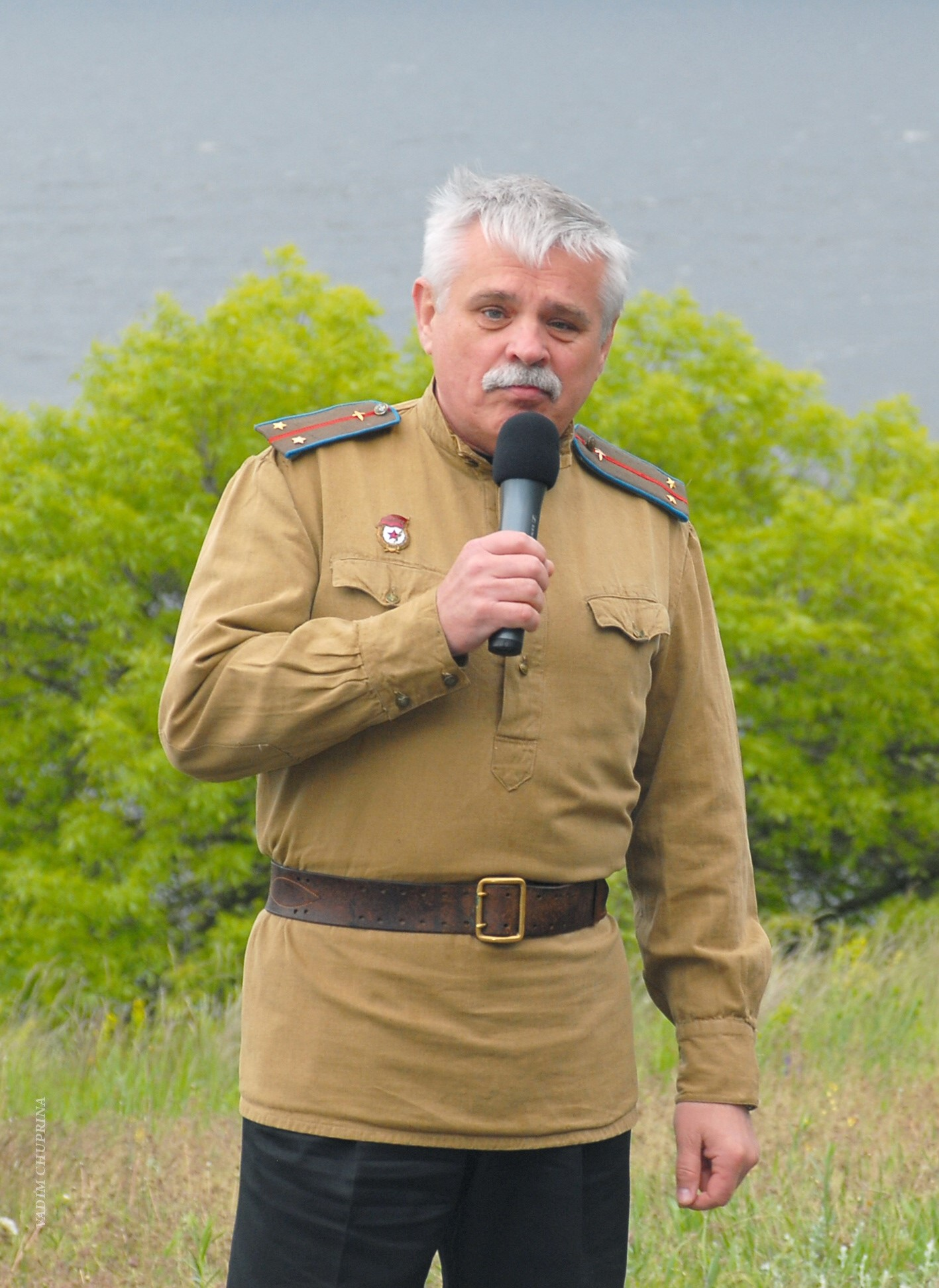
Немченко 2008 року

В 1975 закінчив Київський державний інститут театрального мистецтва імені І. К. Карпенка-Карого. Будучи студентом другого курсу в 1973 знявся у фільмі Л.Бикова «В бій ідуть тільки «старики»», де зіграв роль добродушного, веселого, безвідмовного барабанщика другої співаючої ескадрильї Івана Федоровича.
В 1975—1976 — актор Херсонського музично-драматичного театру.
З травня 1976 до травня 1977 служив у Казахстані, у звуковій розвідці — начальником акустичної бази.
Після цього 12 років працював у Вінницькому академічному музично-драматичному театрі ім. М. К. Садовського, де серед інших зіграв роль Мішки Япончика в «Биндюжник і король», блазня в шекспірівській «Дванадцятій ночі», негативного персонажа Єрмакова в п'єсі В.Дозорцева «Останній відвідувач». Всього в театрі зіграв 122 ролі. В ці ж роки знявся в 4-х фільмах, одним з яких була польська короткометражка.
В 1989 створив естрадний театр мініатюр «Іван Іванович», де був художнім керівником. Працював репетитором у Вищій Лізі КВВ України та у Київському естрадно-цирковому училищі. Після розпаду СРСР разом з колегами створив «Парадокс-дует Ігорьки», який з спектаклем «Граємо Хармса» став дипломантом конкурсу на Кубок Райкіна «Море сміху-92» в Ризі.
З 1996 до 2004 працював в Одесі у медичному центрі Порошина. Повернувшись до Вінниці в 2004 протягом декількох років продовжував практику цілителя. Професійно займався нетрадиційною (холістичною) медициною: валеолог, натуропат-ендоеколог, вібротерапевт. Атестований Українською Асоціацією Народної медицини з лікувального масажу і валеології.
У 2012 році на базі Вінницького будинку культури вчителя створив театральну студію «Ігра». У дворічний період студійці навчалися театрального мистецтва, а після закінчення більшість із них вступила до театральних ВУЗів. У теперішній час Олександр Дмитрович — пенсіонер.

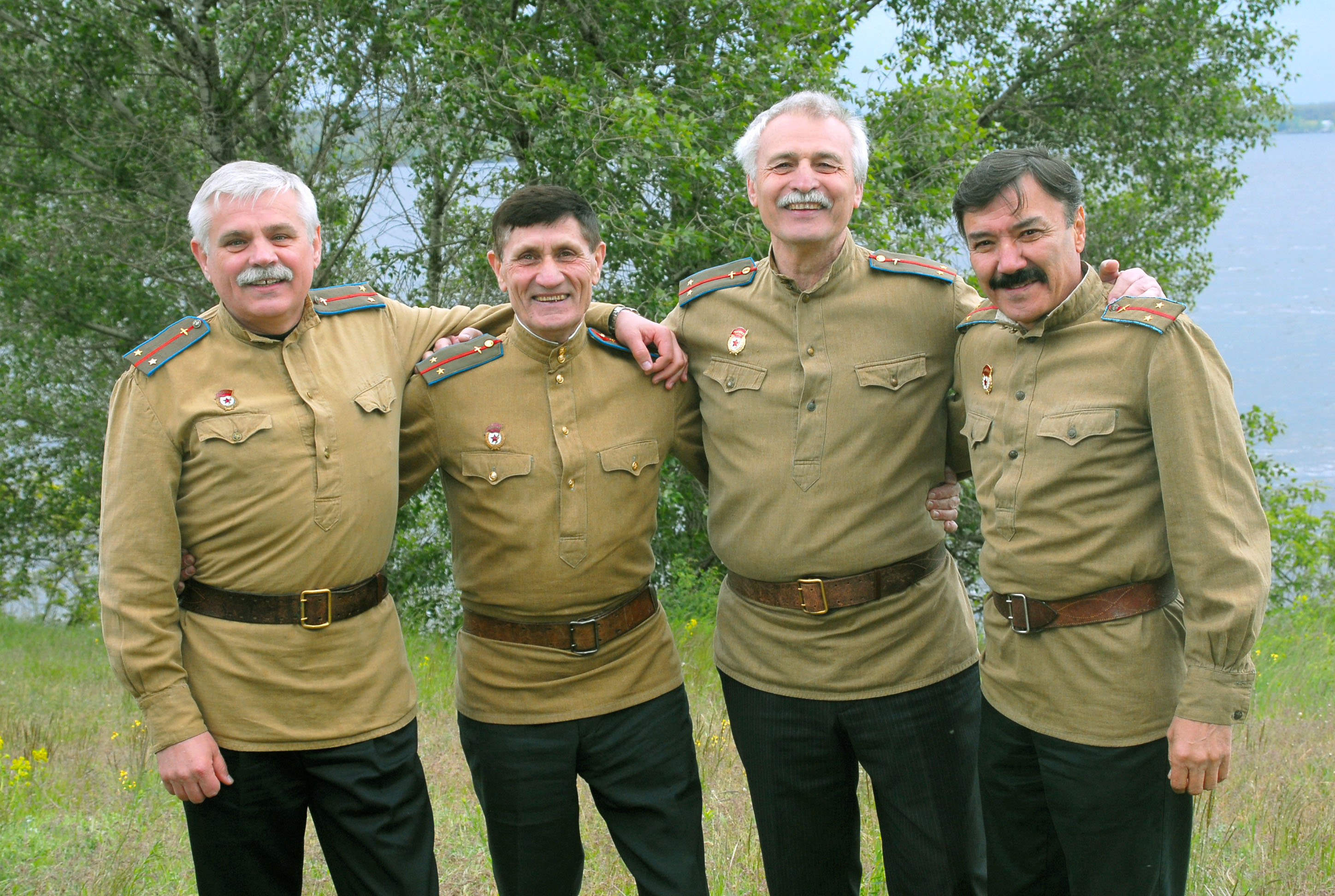
Актори фільму «В бій ідуть тільки «старики»» 35 років по тому. (2008) Немченко О. Д., Федоринський А. В., Пащенко В. І. та Сагдуллаєв Р. А.

Разом з колегами, з якими знявся у фільмі «В бій ідуть тільки „старики“» їздить на зустрічі з глядачами/
Колишня дружина — народна артистка України Таїсія Славінська. Донька Олександра Дмитровича — Вікторія Немченко працювала в театрі ім. М. К. Садовського, як балерина виступала у всіх виставах репертуару театру, де задіяний балет. Серед останніх робіт: «Майська ніч», «Ревізор», «Украдене щастя», «Як повернути чоловіка», «Наталка Полтавка», «Лісова пісня».
Дружина — Немченко Жанна. У шлюбі з 2012 р.
Пішов з життя 2 листопада 2020 року у Вінниці від наслідків важкої форми діабету.

## Фільмографія
- «Кисневий голод» (1992)
- «Комбати (ТБ)» (1983)
- «Право керувати» (1981)
- «В бій ідуть тільки «старики»»(1973)
- «Важка ділянка» (1977)